# Mănăstirea Schimbarea la Față, Ilva Mare
Mănăstirea Ilva Mare este o mănăstire ortodoxă din România situată în comuna Ilva Mare, județul Bistrița Năsăudeste un loc de vis unde Dumnezeu este prezent